# شاخص بوم‌شناختی
شاخص‌های بوم‌شناختی یا نمایانگرهای بوم‌شناختی (به انگلیسی: Ecological indicators) برای انتقال اطلاعات در مورد بوم‌سازگان‌ها و تأثیر فعالیت‌های انسانی بر اکوسیستم‌ها به گروه‌هایی مانند سیاست‌گذارانعمومی یا دولتی استفاده می‌شود. اکوسیستم‌ها پیچیده‌اند و شاخص‌های بوم‌شناختی می‌توانند به توصیف آن‌ها با عبارت‌های ساده‌تر کمک کنند که توسط غیردانشمندان برای تصمیم‌گیری‌های مدیریتی قابل درک و استفاده باشد؛ به عنوان مثال، تعداد گونههای مختلف سوسک موجود در یک مزرعه می‌تواند به عنوان شاخص تنوع زیستی به کار رود.
انواع مختلفی از شاخص‌ها ایجاد شده‌است. می‌توان از آنها برای انعکاس جنبه‌های مختلف اکوسیستم‌ها از جمله زیست‌شناختی، شیمیایی و فیزیکی استفاده کرد. با توجه به این تنوع، توسعه و انتخاب شاخص‌های بوم‌شناختی یک فرایند پیچیده‌است.
کاربرد شاخص‌های بوم‌شناختی یک رویکرد عمل‌گرایانه است، زیرا مستندسازی مستقیم تغییرهای اکوسیستم‌ها در ارتباط با اقدامات مدیریتی، هزینه و زمان زیادی دارد. به عنوان مثال، شمارش هر پرنده، گیاه و جانور در تالاب تازه بازسازی‌شده برای بررسی موفقیت‌آمیز بودن بازسازی، پرهزینه و زمان‌بر خواهد بود. به جای آن، می‌توان چند گونه شاخص را برای تعیین موفقیت بازسازی زیر نظر داشت.
اصطلاحات شاخص بوم‌شناختی و شاخص زیست‌محیطی اغلب به جای یکدیگر استفاده می‌شوند. با این حال، شاخص‌های بوم‌شناختی در واقع زیرمجموعه‌ای از شاخص‌های زیست‌محیطی هستند. به‌طور کلی، شاخص‌های محیطی اطلاعاتی را در مورد فشارهای محیطی، شرایط محیطی و واکنش‌های اجتماعی ارائه می‌دهند. شاخص‌های بوم‌شناختی تنها به فرآیندهای اکولوژیکی اشاره دارد. با این حال، شاخص‌های پایداری برای مدیریت سیستم‌های انسانی و محیط‌زیست بشری اهمیت فزاینده‌ای دارند.
شاخص‌های بوم‌شناختی نقش مهمی در ارزیابی سیاست‌های مربوط به محیط زیست دارند.
شاخص‌هایی که در ارزیابی توسعه سیاست کمک می‌کنند:
- ارائه اطلاعات مرتبط به تصمیم‌گیرندگان و عموم مردم دربارهٔ وضعیت کنونی و روندهای محیطی.
- کمک به تصمیم‌گیرندگان برای درک بهتر روابط علت و معلولی بین گزینش‌ها و شیوه‌های کسب و کار و سیاست‌گذاران در برابر محیط.
- کمک به نظارت و ارزیابی اثربخشی اقدامات انجام‌شده برای افزایش و ارتقای کالاها و خدمات زیست‌محیطی.

## همچنین ببینید
- بوم‌شناسی
- جنبش زیست‌محیطی
- ارزش‌گذاری بوم‌سازگان
- بازده بوم‌شناختی
- بوم‌شناسی ژرف‌نگر
- بوم‌شناسی انسانی
- بوم‌شناسی سیستم‌ها
- بوم‌شناسی اکوسیستم
- اکوسیستم
- اخلاق زیست‌محیطی
- اقتصاد محیط زیست
- شاخص زیستی
- شاخص زیستی
- اندازه‌گیری تنوع زیستی